# Сребреница
Сребреница је градско насеље и сједиште истоимене општине у источном дијелу Републике Српске. Према коначним подацима пописа становништва у БиХ 2013. године, Сребреница има 2.410 становника, а на територији целе општине живи 13.409.
Вук Стефановић Караџић у Српском рјечнику (1818) писао је назив Сребрница.

## Географија
Сребреница, заједно са подручјем Осат, захвата средишње рубно подручје источног дијела Републике Српске. Једним дијелом источни и цијели јужни дио општине лежи у завоју Дрине и представља састави дио ширег, веома живописног географског мозаика Подриња. Географски, територија општине, укупне површине 527 км², омеђена је сусједним општинама: са југа Рогатицом, са запада Власеницом и Милићима, а са сјевера Братунцем. Њен источни дио силази на Дрину, која је, истовремено, и граница са Републиком Србијом. Урбано подручје града Сребренице простире се на сјеверним падинама површи Зелени Јадар, око уске долинске равни Црвене ријеке и Ћићевачког потока, саставница Крижевице. Сребреница лежи на 360 м надморске висине. Град се развија према сјеверној оси отворене долинске равни, на пресјеку координата 43º 59′ СГШ и 19º 26′ ИГД.
По геоморфолошком изгледу рељефа овдје се може издвојити пет цјелина:
1. Источни обронци планине Јавор — Чине хомогену цјелину палеозојских стијена, праћене терцијарним изливом лаве. Доминирају остаци заобљених вулканских купа обрасле бујном шумском вегетацијом, уским и стрмим тектонским процјепима, што је и утицало на њихову слабу међусобну повезаност комуникацијама. Простиру се јужно и југозападно од Сребренице. Површина предјела је тектонски разломљена, нарочито у средњем дијелу, гдје се појављује више долина кањонског и клисурастог типа са мањим ерозивним проширењима.
2. Површ Зелени Јадар — Ова благо заталасана површ изграђена од кречњака и доломита тријаске старости, а прекривена растињем и травом. Флувијалног је карактера (обликовала ју је ријека Зелени Јадар са својим притокама). На странама изнад површи има пећинских отвора, што упућује на интензитет карстификације унутрашње кречњачке масе.
3. Висораван Осат — Карактерише је морфолошка разуђеност и орографски слијед динарског система (сјеверозапад, југоисток). На њој су висови: Чаурка (1.072 м), Кварац (1.087 м), Врањевина (1.104 м), Лучева раван (1.150 м), Бањево брдо (1.128 м), Крк (1.100 м), итд. Перспектива Осата је у развоју зимског туризма, с обзиром на повољне терене сјеверне експозиције и богатство сњежног покривача (од новембра до марта).
4. Планина Сушица — На крајњем југу доминира кречњачки непроходни масив Сушица (1.243 м), са стрмим странама и литицама које гротескно надвисују корито Дрине. Ту је и једно од скровишта реликтног четинара Панчићева оморика.
5. Кањон Дрине — Овим кањоном, својом грандиозношћу, доминирају стрме и бијеле литице између кречњачких масива Таре и Сушице. На том мјесту доминантна је дубинска, а на излазу из клисуре, према Бајиној Башти и Скеланима, дошла је до изражаја бочна ерозија, што је морфолошки дефинасало котлину, пространију и равнију на десној, него на лијевој обали Дрине (Ристановић С, Река Дрина и Подриње, Београд 2000).

## Историја
На подручју Сребренице налазе се антички локалитети Аргентаријум и Домавија из времена римске власти, када се то подручје налазило на крајњем сјевероистоном крају римске провинције Далмације. На територији Сребренице откривена је и значајна рановизантијска црква из шестог столећа.

### Средњи вијек
Током раног средњег вијека, Кнежевина Србија се по свједочењу византијског цара и писца Константина VII Порфирогенита (945-959) простирала према сјеверозападу до области Соли (шире подручје око данашње Тузле), тако да је укључивала и сво Подриње.
Сребреница се помиње од друге половине 14. вијека као важно рударско мјесто, које је добило име по рудницима сребра.
Угарски краљ Жигмунд Луксембуршки је након рата против Босне из њеног састава издвојио Сребреницу и поклонио је српском деспоту Стефану Лазаревићу 1411. године. Стефан Лазаревић је своју владавину у тој области започео једним тешким чином. Кад су се у руднику Сребреници побунили рудари, наредио је да се коловође казне стављањем усијаних бјелутака под колена, и тако заувијек остану осакаћени. У старом ћирилском српском документу који описује како је Сребреница освојена од Босне, за њене становнике се каже: „Се же вси јереси богомилские сут.”
У средњем вијеку је промијенила више господара, док средином 15. века није потпала под османску власт.

### Нови вијек
Од средине 15. вијека до 1878. године, Сребреница се налазила под влашћу Османског царства. Била је сједиште истоимене нахије и кадилука, а налазила се у саставу Зворничког санџака, који је припадао Боснском пашалуку.
Потом је у раздобљу од 1878. до 1918. године била у саставу аустроугарске Босне и Хецеговине.

### Модерно доба
Војска Краљевине Србије је ослободила Сребреницу од Аустроугарске 18. септембра 1914. године.  Нови период развоја бање Сребрница почиње 1930. када су у главном извору "Црни губер" пронађене "радијумове еманације"; врело је тада преуређено и дограђено тако да је поред флаширања омогућено и купање.

### Други свјетски рат
За вријеме Другог свјетског рата у Сребреници је масовно пострадало српско становништво. Од Срба који су живјели у Сребреници, остала је жива само једна дјевојчица На други дан православног празника Тројица 14. јуна 1943, усташе су побиле 250 српских цивила. Тог дана усташе су у Сребреници побиле преко 150 Срба, једну петочлану јеврејску породицу и једног муслимана који је био ожењен Српкињом са његовом породицом. Истог дана усташе су побиле 97 Срба у сребреничком селу Залазје.

### Распад Југославије
У периоду од 1992. до 1995. године контролу над градом су имале бошњачке наоружане формације које су игнорисале резолуцију 824 Савета безбједности Уједињених нација од 6. маја 1993, у којој се Сребреница проглашава демилитаризованом зоном под заштитом Уједињених нација. Велика количина оружја, међусобно неповерење и нетрпељивост, доводили су до сталних одмазда над цивилним становништвом, које је било изложено убиствима и прогонима, углавном по етничкој основи. Муслиманско становништво је предало оружје 19. априла 1992. године, а град је стављен под контролу Републике Српске.
У мају исте године је поново преузимају снаге Армије Републике БиХ и контролишу до јула 1995. године, константно изводећи диверзантска дејства ка положајима Војске Републике Српске и цивилном становништву околних насеља. Постоје изјаве да је за 3 године ратовања страдало више од 3.500 жртава српске националности.
Док је Армија РБиХ под командом Насера Орића вршила злочине у околним сребреничким селима насељеним углавном српским становништвом, Војска Републике Српске је планирала заузимање града. У периоду од 1992. до 1995. године на подручју Сребренице и околине је убијено 3.287 Срба.
Јула 1995. године, за само 7 дана снаге ВРС под командом генерала Ратка Младића, у оквиру контраофанзиве под кодним именом Криваја 95, успоставиле су контролу над Сребреницом. Према Бошњацима и већем делу западне штампе, као и по Међународном суду правде у Хагу, овај злочин је квалификован као геноцид над бошњачким становништвом за који је одговорна Војска Републике Српске и српске паравојне формације који су у току акције убили 7.000—8.000 Бошњака. Постоје тврдње да је то највећи масовни злочин на простору Европе после Другог свјетског рата, што српска страна — иако је у Меморијалном центру Поточари до сада већ укопано више од 6.500 пронађених жртава — оштро негира и сматра да је број од 7.000—8.000 знатно преувеличан и да је дјело западне пропаганде и медијског рата против Републике Српске и српског народа. Српска страна тврди да су у попису сребреничких жртава били искључиво мушкарци (војни заробљеници), а не цивили (жене, деца, старци и немоћни) и да је већина изгинула током пробоја према Тузли приликом тешких борби са ВРС, те да је велики део жртава прекопаван и довожен са других локација и да је на Сребреничким надгробним плочама пописано неколико стотина живих људи; тадашњи предсједник „Општинске организације породица заробљених погинулих бораца и несталих цивила Сребреница”, а касније и сам градоначелник Младен Грујичић, изразио је сумњу да су у Меморијалном центру у Поточарима код Сребренице покопане и српске жртве и приказане као бошњачке. Народна скупштина Републике Србије је 2010. године усвојила посебну Декларацију о осуди злочина у Сребреници.
У знак сјећања на жртве, у Сребреници је подигнут Меморијални центар. Сваке године 11. јула се одаје пошта жртвама масакра.

## Становништво
|                      | 2013.          | 1991.           | 1981.           | 1971.           |
| Укупно               | 2 410 (100,0%) | 5 746 (100,0%)  | 4 512 (100,0%)  | 3 088 (100,0%)  |
| Срби                 | 1 369 (56,80%) | 1 632 (28,40%)  | 1 406 (31,16%)  | 921 (29,83%)    |
| Бошњаци              | 998 (41,41%)   | 3 673 (63,92%)1 | 2 473 (54,81%)1 | 1 858 (60,17%)1 |
| Неизјашњени          | 13 (0,539%)    | –               | –               | –               |
| Хрвати               | 8 (0,332%)     | 34 (0,592%)     | 56 (1,241%)     | 78 (2,526%)     |
| Муслимани            | 4 (0,166%)     | –               | –               | –               |
| Босанци              | 4 (0,166%)     | –               | –               | –               |
| Југословени          | 3 (0,124%)     | 328 (5,708%)    | 496 (10,99%)    | 89 (2,882%)     |
| Роми                 | 3 (0,124%)     | –               | 6 (0,133%)      | –               |
| Православци          | 3 (0,124%)     | –               | –               | –               |
| Остали               | 3 (0,124%)     | 79 (1,375%)     | 15 (0,332%)     | 64 (2,073%)     |
| Црногорци            | 1 (0,041%)     | –               | 27 (0,598%)     | 46 (1,490%)     |
| Босанци и Херцеговци | 1 (0,041%)     | –               | –               | –               |
| Албанци              | –              | –               | 22 (0,488%)     | 17 (0,551%)     |
| Словенци             | –              | –               | 6 (0,133%)      | 6 (0,194%)      |
| Македонци            | –              | –               | 5 (0,111%)      | 4 (0,130%)      |
| Мађари               | –              | –               | –               | 5 (0,162%)      |

1. 1 На пописима од 1971. до 1991. Бошњаци су пописивани углавном као Муслимани.

|             | \| Демографија[1] \| Демографија[1] \| Демографија[1] \| \| Година \| Становника \| Становника \| \| -------------- \| -------------- \| -------------- \| \| 1961. \| 1.859 \| \| \| 1971. \| 3.088 \| \| \| 1981. \| 4.512 \| \| \| 1991. \| 5.746 \| \| \| 2013. \| 2.241 \| \| |            |
| Демографија | |            |
| Година      | Становника | Становника |
| 1961.       | 1.859 |            |
| 1971.       | 3.088 |            |
| 1981.       | 4.512 |            |
| 1991.       | 5.746 |            |
| 2013.       | 2.241 |            |

## Галерија
- Унутрашњост православне цркве
- Фрањевачка капела
- Бијела џамија
- Главни пут са запада према центру
- Главни пут са запада према центру
- Стари Град
- Рушевине бање Губер